# Pedagogia sperimentale
Il termine pedagogia sperimentale è usato fin dagli inizi del Novecento per indicare la ricerca scientifica e la ricerca sperimentale nel campo dei fenomeni educativi. Basta fare riferimento a Maria Montessori per collocare nel tempo questa disciplina. All'origine, questi studi furono influenzati dall'atmosfera positivista, nella quale lo studio della psicologia era passato da un settore della filosofia (scienza dell'anima) ad un settore della fisiologia e della neurologia.
Attilio Monasta, nel volume La Ricerca in Scienze della Formazione sostiene che all'origine della pedagogia sperimentale, come di molte prassi educative nella scuola, sia esistito un vizio fondamentale. In occasione della seconda rivoluzione industriale (la creazione e diffusioni di grandi fabbriche sul modello tayloristico) e della prima guerra mondiale, la psicologia sperimentale mise a  punto sistemi di verifica delle attitudini e delle caratteristiche di milioni di esseri umani (i test "oggettivi", i test "psicoattitudinali"), per collocare, rapidamente, "l'uomo giusto al posto giusto". La ricerca scientifica sulle caratteristiche dei soggetti fu alla base anche della pedagogia sperimentale. Con la differenza che le finalità della formazione e, soprattutto dell'istruzione nella scuola di base, non sono quelle di selezionare i soggetti, per porre la persona giusta al posto giusto, bensì quelle di "trasformare", far crescere le persone, fare imparare competenze e comportamenti che la persona, magari, all'inizio non possiede.
Oggi, con lo sviluppo enorme dei fenomeni educativi è necessario estendere e fondare una vera scienza della formazione su basi molto più corrette, condividendo termini, definizioni e metodologie e identificando le caratteristiche e le finalità dei vari processi formativi e le potenzialità dei soggetti che vi sono implicati.
Nella ricerca scientifica in campo educativo esistono ancora diffidenze da parte di chi sostiene che non si possa fare ricerca scientifica su fenomeni così complessi. All'inizio del XX secolo, nello scontro fra filosofia idealista e filosofia positivista, in Italia, la pedagogia sperimentale fu duramente attaccata ed emarginata, al punto che nel 1916 se ne vietò l'insegnamento dalle cattedre universitarie. L'impostazione idealista data da Croce e Gentile alla cultura italiana pesa ancora sull'insieme delle concezioni più diffuse in Italia, sulla scuola e la formazione.